# Barrière de Charenton
La barrière de Charenton  également dénommée barrière de Rambouillet  est une ancienne barrière d'octroi de l'enceinte des Fermiers généraux.

## Situation
La barrière de Charenton  était située place de la barrière de Charenton, entre la barrière de Bercy et la barrière de Reuilly au croisement  de la rue de Charenton avec  le  boulevard de Bercy et le boulevard de Charenton (actuellement boulevard de Reuilly) qui étaient le chemin de ronde de l'enceinte.

## Origine du nom
Elle était appelée « barrière de Charenton» car située sur la route de Paris à Charenton, actuelle rue de Charenton.

## Historique
La construction des  deux pavillons avec colonnes doriques fut arrêtée à la suite d’un arrêt du Conseil d’Etat du  7 septembre 1787 avec l’ensemble des travaux de l’enceinte et restèrent inachevés sans toitures. 
La barrière placée sur une voie de passage importante, était la plus fréquentée par les fraudeurs.
Les restes de Voltaire ont été ramenés à Paris le 9 juillet 1791 par la barrière de Charenton.
Elle fut dénommée barrière Marengo après l’entrée à Paris le 3 juillet 1800 du Premier consul de retour d’Italie après la victoire de Marengo et perdit ce nom en 1815.
La barrière fut supprimée en 1860 avec l’ensemble des barrières du Mur des Fermiers généraux lors du déplacement de l'octroi à l'enceinte de Thiers et ses pavillons ont disparu.